# 그레천 휘트머
그레천 에스더 휘트머(영어: Gretchen Esther Whitmer, 1971년 8월 23일 ~ )는 미국의 정치인이며, 소속 정당은 민주당이다. 미시간주 하원의원을 2001년부터 2006년까지 5년간, 미시간주 상원의원을 2006년부터 2015년까지 9년간 맡았다. 2011년부터 2015년까지는 주 상원 원내대표를 지냈다. 상원의원에서 물러난 후 잉엄 카운티의 검찰관으로 임명됐다. 2018년 치러진 주지사 선거에 출마해 공화당 후보를 9.5%p 차로 꺾고 당선됐다. 차기 2028년 민주당 대선 주자로 꼽히는 인물 중 하니이기도 하다.

## 생애
1971년 8월 23일 미시간주 랜싱에서 태어났다. 아버지는 주정부 내 장관을 지냈으며, 어머니는 주 법무장관 밑에서 부장관으로 일했다. 부모는 그녀가 10살 때 이혼했으며 그녀는 어머니 밑에서 자라게 됐다. 1993년 미시간 주립 대학교에서 문학사를 취득했고, 1998년에는 같은 대학에서 법학박사를 취득했다. 2000년 주 하원의원으로 선출됐고, 이후 2006년 주 상원의원으로 선출됐다. 2010년 주 상원 민주당 원내대표로 선출되었는데, 여성으로서는 최초였다. 2016년 5월 11일 잉엄 지역의 검찰관이었던 스튜어트 더닝스 3세가 매춘업을 하다 적발, 체포되자 후임으로 임명됐다.
2017년 1월 3일 미시간 주지사 출마를 선언하였다. 경선에서 압둘 알사예드 후보를 꺾고 민주당 후보직을 타냈으며, 본선에서 공화당의 빌 슈티 후보를 53%대 44%로 꺾고 승리했다. 2019년 1월 1일 미시간 주지사로 취임했다.

## 역대 선거 결과
| 선거명      | 직책명                       | 대수 | 정당   | 득표율 | 득표수      | 결과 | 당락               |
| ----------- | ---------------------------- | ---- | ------ | ------ | ----------- | ---- | ------------------ |
| 2000년 선거 | 하원의원 (미시간 제70선거구) | 91대 | 민주당 | 56.59% | 17,409표    | 1위  | 미시간 주의원 당선 |
| 2002년 선거 | 하원의원 (미시간 제69선거구) | 92대 | 민주당 | 62.54% | 18,002표    | 1위  | 미시간 주의원 당선 |
| 2004년 선거 | 하원의원 (미시간 제69선거구) | 93대 | 민주당 | 65.65% | 26,828표    | 1위  | 미시간 주의원 당선 |
| 2006년 선거 | 상원의원 (미시간 제23부)     | 94대 | 민주당 | 69.75% | 64,404표    | 1위  | 미시간 주의원 당선 |
| 2010년 선거 | 상원의원 (미시간 제23부)     | 96대 | 민주당 | 63.99% | 49,990표    | 1위  | 미시간 주의원 당선 |
| 2018년 선거 | 미시간 주지사                | 49대 | 민주당 | 53.32% | 2,266,193표 | 1위  | 미시간 주지사 당선 |
| 2022년 선거 | 미시간 주지사                | 49대 | 민주당 | 54.47% | 2,430,505표 | 1위  | 미시간 주지사 당선 |